# جوزف دبلیو. چلمرز
جوزف دبلیو. چلمرز (به انگلیسی: Joseph W. Chalmers) سناتور سابق عضو حزب دموکرات ایالات متحده آمریکا بود. وی در سال ۱۸۴۵ تا ۱۸۴۷ میلادی سناتور ایالت میسیسیپی در سنای ایالات متحده آمریکا بود.